# Kirill Suslov
Kirill Pavlovič Suslov (in russo Кирилл Павлович Суслов?; Vysokovsk, 26 ottobre 1991) è un calciatore russo, difensore del Soči.

## Carriera
Suslov è cresciuto nelle giovanili del Prialit Reutov, per entrare poi a far parte di quelle del CSKA Mosca.
In vista della stagione 2011-2012 è passato alla Dinamo Barnaul, in Vtoroj divizion: ha esordito in campionato in data 23 aprile 2011, subentrando a Viktor Isaychenko nella vittoria per 3-0 sul Sachalin.
L'anno seguente è passato allo Spartak Nal'čik, dove è rimasto per un biennio. Ha esordito con questa maglia il 29 aprile, sostituendo Nikita Timoshin nel pareggio per 1-1 sul campo del Tom' Tomsk.
Dopo quest'esperienza, Suslov è passato al Sokol Saratov. Il 19 luglio 2014 ha giocato quindi la prima partita in squadra, trovando anche la rete che ha sancito la vittoria per 0-1 in casa del Luč Vladivostok.
L'anno seguente, Suslov è stato ingaggiato dal KAMAZ. L'11 luglio 2015 ha disputato il primo incontro con questa casacca, nella partita persa per 2-0 contro il Gazovik Orenburg.
Il 23 febbraio 2016, Suslov ha firmato un accordo biennale con i norvegesi del Kongsvinger, militanti in 1. divisjon. Il 3 aprile ha esordito con questa maglia, giocando da titolare nella sconfitta per 3-0 subita contro l'Åsane. Il 14 agosto successivo ha siglato il primo gol, nel pareggio per 1-1 maturato in casa del Bryne. È rimasto in squadra per due stagioni, trovando meno continuità di gioco nel corso della seconda a causa degli infortuni. Il 27 novembre 2017, Suslov ha annunciato che avrebbe lasciato la squadra il 31 dicembre, a parametro zero.
L'8 febbraio 2018, Suslov ha firmato un contratto triennale con l'Amkar Perm'. Ha disputato l'unica partita in squadra in data 20 maggio, subentrando a Dmitrij Belorukov nella vittoria per 0-1 in casa del Tambov, sfida valida per lo spareggio promozione-retrocessione. In seguito a questa sfida, l'Amkar Perm' ha dichiarato bancarotta.
In vista della stagione 2018-2019, Suslov è passato al Luč Vladivostok. Il 22 luglio è stato schierato titolare nella partita persa per 1-0 in casa del Rotor. Il 12 agosto ha realizzato il primo gol, nel successo per 3-0 sulla Torpedo Armavir. È passato allo SKA-Chabarovsk nel corso della sessione di calciomercato invernale di quella stessa stagione, giocando la prima partita con la nuova maglia in data 17 marzo 2019, quando è stato schierato titolare nella vittoria per 1-0 sul Tom' Tomsk. Il 4 maggio successivo è arrivato il primo gol, nel 3-1 sullo Zenit-2.
Nell'estate 2021, Suslov è passato al Fakel Voronež. Il debutto in squadra è datato 10 luglio, nel 3-3 interno contro il Baltika. Il 15 settembre ha trovato una rete nel successo per 3-1 sull'Enisej. Al termine della stagione, la squadra ha centrato la promozione in Prem'er-Liga.
Il 17 luglio 2022 ha quindi giocato la prima partita nella massima divisione locale, scendendo in campo in luogo di Aslan Dashaev, nel pareggio esterno per 2-2 contro il Krasnodar.

## Statistiche

### Presenze e reti nei club
Statistiche aggiornate al 19 agosto 2022.
| Stagione               | Club                   | Campionato             | Campionato | Campionato | Coppe nazionali | Coppe nazionali | Coppe nazionali | Coppe continentali | Coppe continentali | Coppe continentali | Supercoppe | Supercoppe | Supercoppe | Totale | Totale |
| Stagione               | Club                   | Comp                   | Pres       | Reti       | Comp            | Pres            | Reti            | Comp               | Pres               | Reti               | Comp       | Pres       | Reti       | Pres   | Reti   |
| ---------------------- | ---------------------- | ---------------------- | ---------- | ---------- | --------------- | --------------- | --------------- | ------------------ | ------------------ | ------------------ | ---------- | ---------- | ---------- | ------ | ------ |
| 2011-2012              | Dinamo Barnaul         | 2D                     | 18         | 0          | CR              | 1               | 0               | -                  | -                  | -                  | -          | -          | -          | 19     | 0      |
| 2012-2013              | Spartak Nal'čik        | 1D                     | 4+1        | 0          | CR              | 0               | 0               | -                  | -                  | -                  | -          | -          | -          | 5      | 0      |
| 2013-2014              | Spartak Nal'čik        | 1D                     | 17         | 0          | CR              | 1               | 0               | -                  | -                  | -                  | -          | -          | -          | 18     | 0      |
| Totale Spartak Nal'čik | Totale Spartak Nal'čik | Totale Spartak Nal'čik | 21+1       | 0          |                 | 1               | 0               |                    | -                  | -                  |            | -          | -          | 23     | 0      |
| 2014-2015              | Sokol Saratov          | 1D                     | 13         | 1          | CR              | 0               | 0               | -                  | -                  | -                  | -          | -          | -          | 13     | 1      |
| 2015-feb. 2016         | KAMAZ                  | 1D                     | 14         | 0          | CR              | 0               | 0               | -                  | -                  | -                  | -          | -          | -          | 14     | 0      |
| 2016                   | Kongsvinger            | 1D                     | 25+2       | 2+0        | CN              | 7               | 0               | -                  | -                  | -                  | -          | -          | -          | 34     | 2      |
| 2017                   | Kongsvinger            | 1D                     | 9          | 1          | CN              | 0               | 0               | -                  | -                  | -                  | -          | -          | -          | 9      | 1      |
| Totale Kongsvinger     | Totale Kongsvinger     | Totale Kongsvinger     | 34+2       | 3+0        |                 | 7               | 0               |                    | -                  | -                  |            | -          | -          | 43     | 3      |
| feb.-giu. 2018         | Amkar Perm'            | PL                     | 0+1        | 0          | CR              | 0               | 0               | -                  | -                  | -                  | -          | -          | -          | 1      | 0      |
| 2018-gen. 2019         | Luč Vladivostok        | 1D                     | 22         | 2          | CR              | 1               | 0               | -                  | -                  | -                  | -          | -          | -          | 23     | 2      |
| gen.-giu. 2019         | SKA-Chabarovsk         | 1D                     | 12         | 1          | CR              | -               | -               | -                  | -                  | -                  | -          | -          | -          | 12     | 1      |
| 2019-2020              | SKA-Chabarovsk         | 1D                     | 18         | 0          | CR              | 2               | 0               | -                  | -                  | -                  | -          | -          | -          | 20     | 0      |
| 2020-2021              | SKA-Chabarovsk         | 1D                     | 34         | 0          | CR              | 3               | 0               | -                  | -                  | -                  | -          | -          | -          | 37     | 0      |
| Totale SKA-Chabarovsk  | Totale SKA-Chabarovsk  | Totale SKA-Chabarovsk  | 64         | 1          |                 | 5               | 0               |                    | -                  | -                  |            | -          | -          | 69     | 1      |
| 2021-2022              | Fakel Voronež          | 1D                     | 19         | 1          | CR              | 2               | 0               | -                  | -                  | -                  | -          | -          | -          | 21     | 1      |
| 2022-2023              | Fakel Voronež          | PL                     | 4          | 0          | CR              | 0               | 0               | -                  | -                  | -                  | -          | -          | -          | 4      | 0      |
| Totale Fakel Voronež   | Totale Fakel Voronež   | Totale Fakel Voronež   | 23         | 1          |                 | 2               | 0               |                    | -                  | -                  |            | -          | -          | 25     | 1      |
| Totale                 | Totale                 | Totale                 | 209+4      | 8+0        |                 | 17              | 0               |                    | -                  | -                  |            | -          | -          | 230    | 8      |